# Kivik-graven
Kivik-graven eller "Kongegraven" ved Kivik (tidligere Kivig) i det sydøstlige Skåne er lige så gammel som Tut Ankh Amons grav i Egypten (1300 f.Kr.) og er Nordens største bronzealdergrav. Den er bygget af 200.000 læs sten og viser, at der fandtes en stærk centralmagt i Skåne for 3.300 år siden. Gravkammeret er prydet med billeder næsten som en egyptisk grav, billeder som ikke ligner andre nordiske helleristninger.
Det gådefulde og imponerende gravmonument har været genstand for megen debat blandt historikerne. Nogle hævder, at liget i Kivik-graven kunne have været konge over et samlet rige i Danmark i yngre bronzealder eller måske over hele germaner-folket.